# 斎藤浩
斎藤 浩（さいとう ひろし、1945年8月 - ）は、日本の弁護士（大阪弁護士会所属）。弁護士法人FAS淀屋橋総合法律事務所代表社員。

## 来歴・人物
- 東京大空襲で自宅焼失し、母親の実家岡山県津山市で1945年8月出生。
- 父は大阪工業大学で土木、兄は大阪市立大学で建築・都市計画の教鞭をとった。父方の祖先は壬生藩医師で、江戸末期の西洋医学・種痘医の斎藤玄昌（1809〜1872）。
- 京都大学法学部卒業。地方自治体勤務を経て1975年大阪弁護士会登録。

- 元立命館大学大学院法務研究科教授。
- 日本公法学会会員
- 近畿災害対策まちづくり支援機構元運営委員・付属研究会代表。
- 行政関係事件専門弁護士ネットワーク（ぎょうべんネット）代表理事。
- 日本弁護士連合会行政訴訟センター元委員長。
- 弁護士法人FAS淀屋橋総合法律事務所代表社員。

## 主な著書・論文
単著
- 『行政訴訟の実務と理論』『行政訴訟の実務と理論第２版』（三省堂）
- 『たのしくわかる日本国憲法 身近な地方自治』（岩崎書店）
- 『自治体行政って何だ!』（労働旬報社）

編著
- 『行政訴訟第2次改革の論点』（信山社）
- 『公法系訴訟実務の基礎』（弘文堂）
- 『住まいを再生する　東北復興の政策・制度論』（岩波書店）
- 『原発の安全と行政・司法・学界の責任』（法律文化社）
- 『司法改革の最前線』（日本評論社）
- 『日本の最高裁判所』（日本評論社）

共著
- 「誰が法曹業界をダメにしたのか　もう一度、司法改革を考える』（中公新書ラクレ）
- 『実務解説行政事件訴訟法』（青林書院）
- 『最新重要行政関係事件実務研究①〜③』（青林書院）
- 『提言ー大震災に学ぶ住宅とまちづくり』（東方出版）
- 『ワンパック専門家相談隊、東日本被災地を行く』（クリエイツかもがわ）
- 『士業・専門家の災害復興支援』（クリエイツかもがわ）
- 『間違いだらけの家・土地・マンションの買い方』（清山社）
- 阪神・淡路まちづくり支援機構付属研究会編『ワンパック専門家相談隊、東日本被災地を行く』（クリエイツかもがわ）
- 近畿災害対策まちづくり支援機構編「Ｑ＆Ａ 防災 減災 復旧 復興」（東方出版）

論文など
- 「改正行政事件訴訟法研究」（ジュリスト増刊）
- 「消極判例変更の可能性」（判例時報1877号）
- 「更なる行政訴訟制度の改革について」（自治研究985、986号）
- 「新司法試験問題の検討」（法学セミナー2008〜2010年各8月号）
- 「新司法試験の問題と解説」（別冊法学セミナー2008年〜2010年）
- 「行政訴訟における和解　ニューオーリンズケースを素材とする考察」（立命館法学 336号）
- 「復興特区の仕組みと運用・改正の課題」（立命館法学、341〜3号）
- 「原発訴訟と裁判官の営為について」（自治研究1104、1105号）
- 「大災害緊急事態準備は専門省をつくり行政法規を整える道筋で」（宮澤節生先生古稀記念論文集）
- 「忖度をやめ、国民、企業に役立つ行政訴訟へ」（滝井繁男先生追悼論集）
- 精神保健医指定医の指定取消処分三高裁確定判決に見る公正労働行政について（自治研究1174号）

タウン誌
- 季刊「おおさかの街」（1985〜2009年発行）発行人・主筆

## 主張・行動
＜学問＝行政法と教育＞
- 著書『行政訴訟の実務と理論』は、行政を相手にする行政訴訟、賠償訴訟の専門家として、常に原告側（国民側・住民側）で活動した経験と理論を結びつけるために書かれた。この本は、行政を訴訟では特別扱いにせず、国民と対等に（情報は行政に偏在するからむしろ国民に有利に）することが重要との立場である。それに反する「抗告訴訟」という概念、「和解不可」の訴訟運用、訴訟類型間の「補充性」などへの批判を精力的におこなっている。
- 行政事件訴訟法改正、行政不服審査法改正の国会審議に公述人として意見を述べた（2004年6月1日参議院法務委員会、2014年6月3日参議院総務委員会）
- 共著書『公法系訴訟実務の基礎』はロースクール用の行政法事例教科書。
- 報告書（日本弁護士連合会「アメリカ・カナダにおけるロースクールの実践」2000年11月）は、斎藤が法科大学院制度設立準備のためにおこなった調査報告書。

＜司法制度改革＞
- 21世紀初頭の司法制度改革では、人権派の一部から斎藤は、対行政、対権力の立場が「揺らいでいる」と批判され（坂本修「司法改革」学習の友社）、著名な人権活動家、学者と論争した。論文『司法改革と民主主義』（日本評論社「司法改革の最前線」）で、斎藤は司法制度を規制緩和することは重要で、そのために政府と協力することは当然とし、坂本修弁護士に反論し、小田中聰樹教授を批判した。斎藤は小田中教授の信奉者から再批判され（文理閣「権力の仕掛けと仕掛け返し」）、ロースクール反対論者から論難されている（平凡社新書「こんな日弁連に誰がした？」など）。これらに対し斎藤は、岡田和樹と共著「誰が法曹業界をダメにしたのか　もう一度、司法改革を考える（中公新書ラクレ）」を公刊し、再司法改革の必要性を宣言している。

＜大災害と士業の協力＞
- 斎藤は、阪神・淡路大震災後、救援、復興、減災活動では、弁護士は狭い利害を超えて、被災者が必要とするワンストップ、ワンパックのボランティア相談体制を整えるため、税理士、司法書士、土地家屋調査士、不動産鑑定士、建築士など他士業と協力するべきだと主張し、1995〜1996年、近畿弁護士会連合会役員などと論争を繰り返した（「自由と正義」1996年11月号）。今では、士業と学者が共同でつくる近畿災害対策まちづくり支援機構には大阪弁護士会、兵庫県弁護士会が他の士業組織とともに最有力メンバーとなり、関西広域連合との協定もでき、同種組織が東京をはじめ一定の県に生まれ、東日本大震災からの復興にあたるとともに、南海・東南海地震など次の大災害への備えをしようとしている（「士業・専門家の災害復興支援」クリエイツかもがわ）。

＜組織コンプライアンス＞
- 大阪府豊能郡能勢町の豊能郡美化センターの元従業員らが国（環境省・厚生労働省）や大阪府、焼却炉メーカーの三井造船など６者を被告として訴えていたダイオキシン労災訴訟で弁護団長をしていた。総額５億3000万円の損害賠償請求に対し、メーカーが3000万円を支払うことで和解に達し、国と大阪府に対する訴えも取下げた。
- 斎藤は、大阪いずみ市民生活協同組合で起った大不祥事、コンプライアンス問題（朝日新聞1997年9月25日付など）で、内部告発し懲戒解雇された3人の職員の弁護にあたったことがあった。仮処分（大阪地裁堺支部1999年6月30日裁判所ウェブ）でも本裁判（同2003年6月18日裁判所ウェブ）でも勝訴した。しかし、この裁判結果を民主団体は一切報道せず、マスコミだけが大きく報道した（朝日新聞2003年6月19日付など）。

＜原発＞
- 斎藤は反原発の立場で主張を行っている。
- 斎藤編「原発の安全と行政・司法・学界の責任」（法律文化社、2013年）に収められた論文「行政分野の原子力村と原発訴訟判決」。この中で斎藤は、東大の歴代行政法講座正教授や高橋滋法政大教授をはじめ東大出身の多くの著名行政法学者が、電力業界が作っている日本エネルギー法研究所に集結し役割を果たしている事実を膨大な別表にした。研究所の初代理事長は田中二郎名誉教授である。別表には著名な環境法学者も含まれていた。
- 論文「原発訴訟と裁判官の営為について」（自治研究1104、1105号、2016年）。ここで斎藤は、高木光京大教授の論文を批判している。高木は、原発に対しては仮処分を含む民事差止め訴訟を禁止すべきだという議論、原発分野では裁判官は行政の裁量や行政立法に敬譲心を持て、つまり稼動停止などの判断をするなという議論を展開している。これに対し斎藤は、民事裁判でも行政裁判でも、裁判官は原発という巨大な対象に臆せず自らの良心に従って判決をすべきだと書いている。

＜文化＞
- 斎藤は、「おおさかの街」というタウン誌を24年間赤字で出し続け、評論を担当し、有名無名の「おもしろ活動」をしている人々を訪ね歩いた。その休刊宣言をした時には産経新聞に取り上げられた（2009年7月8日）。

＜選挙＞
- 1983年（昭和58年）と1987年（昭和62年）の大阪市長選挙に立候補したが1983年は現職の大島靖に、1987年は新人の西尾正也に敗れた[1][2]。